# Resolució 627 del Consell de Seguretat de les Nacions Unides
La Resolució 627 del Consell de Seguretat de les Nacions Unides, aprovada per unanimitat el 9 de gener de 1989, 
lamentant la defunció del president de la Cort Internacional de Justícia, Nagendra Singh, l'11 de desembre de 1988, el Consell va decidir que en concordança amb l'Estatut de la Cort les eleccions per omplir la vacant s'efectuarien el 18 d'abril de 1989 en una sessió del Consell de Seguretat i durant la quaranta-tresena sessió de l'Assemblea General.
Singh havia estat membre de la Cort des del 6 de febrer de 1973, en fou vicepresident entre 1976 i 1979 i president entre 1985 fins a la seva mort en 1988.